# Stanisław Jerzy Ogiński
Stanisław Jerzy Ogiński z Kozielska herbu własnego (ur. 1710 – zm. 1748) – kasztelan witebski od 1740, kasztelan mścisławski 1738–1740, starosta merecki, żukowski i wierzbowski, książę, dyrektor wileńskiego sejmiku gromnicznego w 1731 roku.
Jako poseł na sejm konwokacyjny 1733 roku z województwa witebskiego był członkiem konfederacji generalnej zawiązanej 27 kwietnia 1733 roku na tym sejmie. Poseł powiatu brasławskiego na sejm nadzwyczajny pacyfikacyjny 1736 roku.
W 1742 odznaczony Orderem Orła Białego. 